# کورت آینزیدل
کورت آینزیدل (انگلیسی: Kurt Einsiedel; ۱۲ فوریهٔ ۱۹۰۷ – ۲۵ مارس ۱۹۶۰) دوچرخه‌سوار اهل آلمان بود. وی در بازی‌های المپیک تابستانی ۱۹۲۸ شرکت کرده است.